# Diego Castellanos
Diego Castellanos Sánchez (sinh ngày 14 tháng 3 năm 1993 ở Guadalajara, Jalisco), hay Diego Castellanos, là một cầu thủ bóng đá người México thi đấu cho Tampico Madero F.C..